# Amnesicoma vicina
Amnesicoma vicina är en fjärilsart som beskrevs av Alexander Michailovitsch Djakonov 1936. Amnesicoma vicina ingår i släktet Amnesicoma och familjen mätare. Inga underarter finns listade i Catalogue of Life.